# Hunter Street
Hunter Street é uma série de televisão de comédia de aventura criada por Reint Schölvinck e Melle Runderkamp que estreou na Nickelodeon em 11 de março de 2017. A série é estrelada por Stony Blyden, Mae Mae Renfrow, Kyra Smith, Thomas Jansen e Daan Creyghton. São crianças que devem resolver um mistério para encontrar seus pais adotivos desaparecidos. Wilson Radjou-Pujalte e Kate Bensdorp se juntam ao elenco na segunda temporada da série.

## Enredo
Conheça os cinco irmãos Hunter: o conhecedor das ruas Max, a independente Tess, o gênio Sal, a destemida Anika e o protetor Daniel. Juntos, eles vão tentar desvendar os mistérios do sumiço de seus pais adotivos.

## Elenco

### Principal
- Stony Blyden como Max (temporadas 1–2)
- Mae Mae Renfrow como Tess (temporadas 1–2)
- Kyra Smith como Anika
- Thomas Jansen como Daniel (temporadas 1–2)
- Daan Creyghton como Sal
- Wilson Radjou-Pujalte como Jake (principal, 2.ª temporada; recorrente, 3.ª temporada)
- Kate Bensdorp como Evie (2.ª temporada–presente)
- Eliyha Altena como Oliver (3.ª temporada)
- Sarah Nauta como Jasmyn (3.ª temporada)

### Recorrente
- Ronald Top como Erik Hunter
- Tooske Ragas como Kate Hunter
- Yootha Wong-Loi-Sing como Simone (temporadas 1–2)
- Zoë Harding como Sophie (temporadas 1–2)
- Barnaby Savage como Tim (temporadas 1–2)
- Alyssa Guerrouche como Jennie (2.ª temporada)
- Mark Wijsman como Jerry (2.ª temporada)

## Audiência
| Temporada | Emissora    | Episódios | Primeira exibição     | Primeira exibição   | Última exibição         | Última exibição     | Méd. audiência (milhões) |     |
| Temporada | Emissora    | Episódios | Data                  | Audiência (milhões) | Data                    | Audiência (milhões) | Méd. audiência (milhões) |     |
| --------- | ----------- | --------- | --------------------- | ------------------- | ----------------------- | ------------------- | ------------------------ | --- |
| 1         | Nickelodeon | 20        | 11 de março de 2017   | 1,82                | 7 de abril de 2017      | 1,55                | 1.32                     | ASD |
| 2         | Nickelodeon | 20        | 29 de janeiro de 2018 | 0,81                | 23 de fevereiro de 2018 | 0,89                | 0.96                     | ASD |
| 3         | TeenNick    | 26        | 29 de julho de 2019   | 0,11                | 27 de setembro de 2019  | ASD                 | 0.10                     | ASD |

## Episódios
| Temporadas | Temporadas | Episódios | Exibição original     | Exibição original       | Exibição no Brasil    | Exibição no Brasil     | Exibição em Portugal  | Exibição em Portugal   |
| Temporadas | Temporadas | Episódios | Estreia               | Final                   | Estreia               | Final                  | Estreia               | Final                  |
| ---------- | ---------- | --------- | --------------------- | ----------------------- | --------------------- | ---------------------- | --------------------- | ---------------------- |
|            | 1          | 20        | 11 de março de 2017   | 7 de abril de 2017      | 2 de julho de 2018    | 27 de julho de 2018    | 15 de maio de 2017    | 9 de junho de 2017     |
|            | 2          | 20        | 29 de janeiro de 2018 | 23 de fevereiro de 2018 | 6 de agosto de 2018   | 31 de agosto de 2018   | 2 de abril de 2018    | 27 de abril de 2018    |
|            | 3          | 30        | 29 de julho de 2019   | 27 de setembro de 2019  | 21 de outubro de 2019 | 29 de novembro de 2019 | 07 de outubro de 2019 | 15 de novembro de 2019 |

## Produção
A série foi produzida nos Países Baixos. pela Blooming Media e foi desenvolvida em conjunto com a série de televisão "De Ludwigs", da Nickelodeon Netherlands. A Nickelodeon informou que a primeira temporada da série conteria 20 episódios em 2 de março de 2017. A série foi renovada para uma segunda temporada de 20 episódios em 25 de abril de 2017. A primeira temporada da série começou a exibida no Brasil no dia 2 de julho de 2018 e finalizou no dia 27 de julho de 2018. A segunda temporada foi exibida de 6 a 31 de agosto de 2018, no Brasil.
Em Portugal a série começou a ser exibida no dia 15 de maio de 2017. Em 27 de julho de 2018, a série foi renovada para uma terceira temporada de 30 episódios, e foi lançada no dia 29 de julho de 2019 no TeenNick.

## Dublagem/Dobragem
| Personagem | Dublagem           | Dublagem     |
| Principais | Principais         | Principais   |
| ---------- | ------------------ | ------------ |
| Max        | Daniel Figueira    | por anunciar |
| Tess       | Gabi Milani        | por anunciar |
| Anika      | Raquel Carlotti    | por anunciar |
| Sal        | Pedro Volpato      | por anunciar |
| Daniel     | Lucas Gama         | por anunciar |
| Tim        | Fábio Azevedo      | por anunciar |
| Erik       | Marcelo Pissardini | por anunciar |
| Simone     | Shallana Costa     | por anunciar |

|                     | Portugal     | Brasil               |
| ------------------- | ------------ | -------------------- |
| Direção             | por anunciar | Marco Aurélio Campos |
| Tradução            | por anunciar | Gustavo Samesima     |
| Estúdio de Dublagem | por anunciar | Unidub               |